# Artushof (Königsberg)

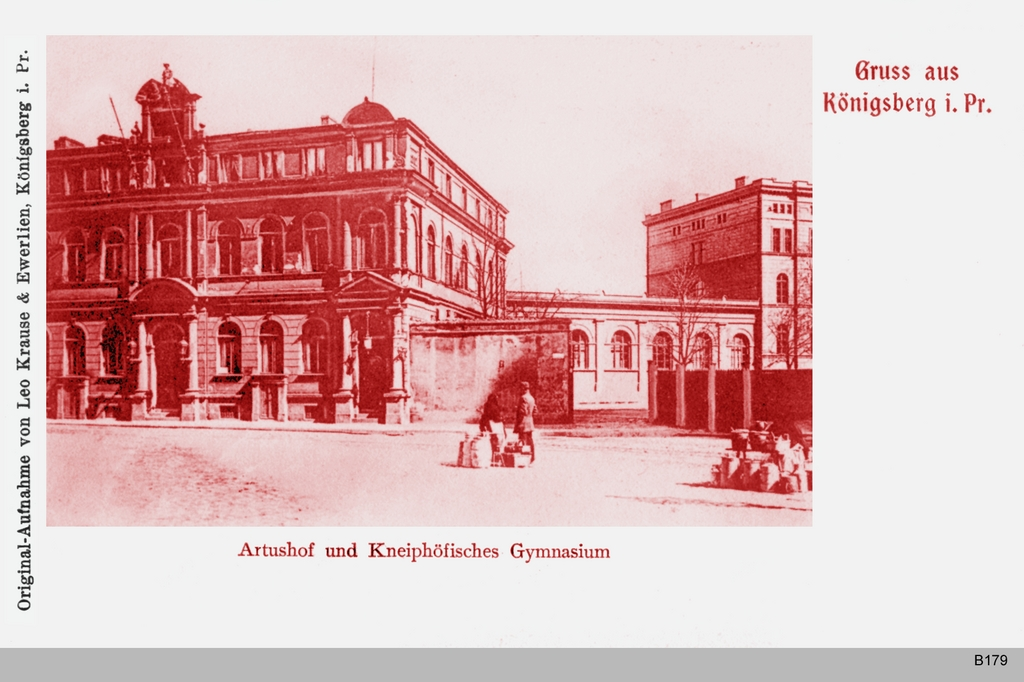
Der Artushof auf dem Kneiphof

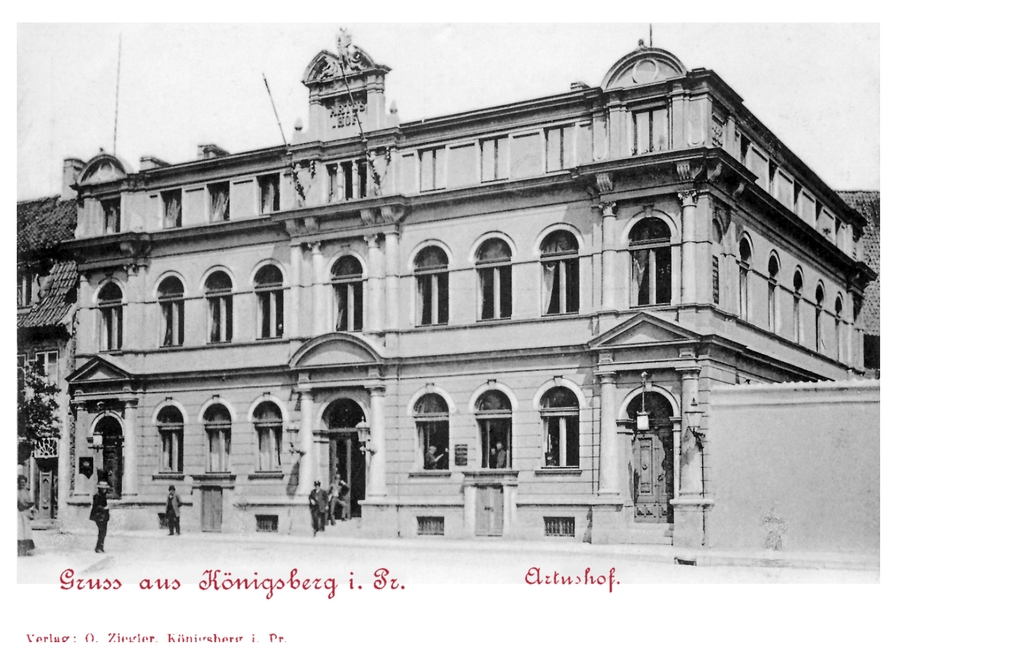
Der Artushof in Königsberg

Der Artushof in Königsberg war ein Veranstaltungshaus in Königsberg.
Das Gebäude stand unmittelbar neben dem Kneiphöfischen Gymnasium auf dem Vorplatz des Doms, dem Großen Domplatz. Das Gebäude wurde vom Kaufmännischen Verein 1883 erbaut. Mit seinem großen Festsaal diente es vorwiegend geselligen Veranstaltungen. Hier hielt Agnes Miegel als Zwanzigjährige ihre erste eigene Dichterlesung ab. 1921 bezog die Soziale Frauenschule der „Inneren Mission“ den Artushof. 1924 kaufte die Stadt das Gebäude dem Kaufmännischen Verein ab, da es diesem zu klein geworden war. Das Gebäude wurde bei den Luftangriffen auf Königsberg vollständig zerstört und wurde nicht mehr aufgebaut.